# Gianluigi Gelmetti

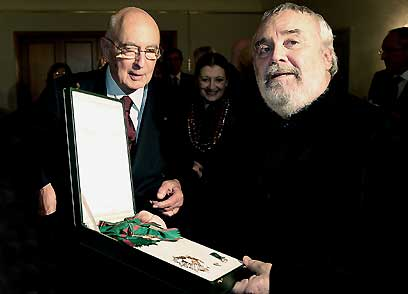
Gianluigi Gelmetti (2008)

Gianluigi Gelmetti (* 11. September 1945 in Rom; †  11. August 2021 in Monte-Carlo, Monaco) war ein italienischer Dirigent und Komponist.

## Leben
Er absolvierte seine Studien bei Franco Ferrara, Sergiu Celibidache und Hans Swarowsky. Erstmals dirigierte er als 16-Jähriger ein Sinfonieorchester an der Accademia Musicale Chigiana in Siena.
Lange Jahre hatte Gelmetti die Position als Chefdirigent des SWR Radio-Sinfonieorchesters Stuttgart (1989–1995) und des Monte-Carlo Philharmonic Orchestra (1990–1992) inne. Im Jahre 2001 wurde er zum Chefdirigenten des Teatro dell’Opera in Rom ernannt.
Im Jahre 1984 debütierte Gelmetti mit der Siebten Symphonie von Hans Werner Henze bei den Berliner Philharmonikern.
Sein erstes Gastdirigat bei dem Sydney Symphony Orchestra hatte Gelmetti im Jahre 1993. 2004 wurde er zum Künstlerischen Leiter und Chefdirigenten des Klangkörpers ernannt. 1997 wurde er als Professor für Dirigieren an die Accademia Musicale Chigiana in Siena berufen. Des Weiteren unterrichtete er am Konservatorium von Rom.
Zu seinen Kompositionen zählen Algos (für Orchester), Prasanta Atma (in Andenken an Sergiu Celibidache) und In Paradisum Deducant Te Angeli.
Am 11. August 2021 starb er im Alter von 75 Jahren in Monte-Carlo, Monaco.